# Abadan
Abadan (pers. ‏آبادان‎) – miasto w południowo-zachodnim Iranie (Chuzestan), przy granicy z Irakiem, położone w północnej części wyspy o tej samej nazwie, leżącej w delcie rzeki Szatt al-Arab (będącej przedłużeniem Tygrysu i Eufratu).

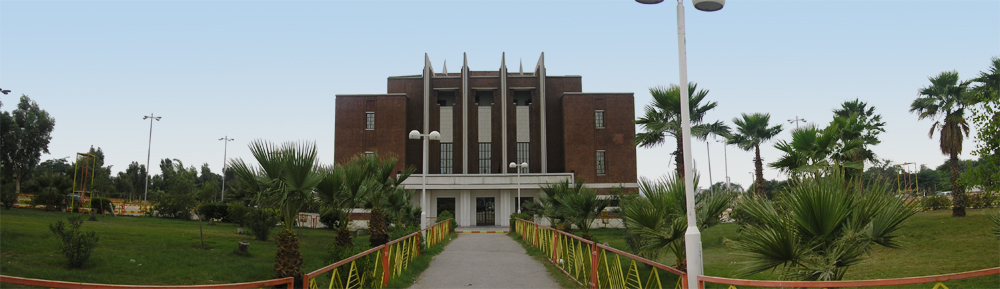
Taj Cinema

Jeden z ważniejszych na świecie portów naftowych położony 50 km od Zatoki Perskiej oraz ważna rafineria (w latach 70. zaliczana do największych na świecie) połączona pięcioma rurociągami z polami naftowymi na przedpolu gór Zagros, zaopatrująca także sąsiednie porty naftowe Bandar-e Chomejni oraz Chark. Także port lotniczy i politechnika. W porcie głębokowodny terminal do załadunku tankowców. Miasto dotkliwie zniszczone podczas wojny iracko-irańskiej (1980-88). Po 1988 r. odbudowane.

## Historia
Miasto zostało założone w VIII w. przez świętego męża Abbadana, na początku panowania dynastii Abbasydów (750-1258) i było ważnym ośrodkiem handlowym jako port morski położony na brzegu Zatoki Perskiej. Miasto było znane ze swoich złóż soli i mat wełnianych. Narastanie delty Szatt al-Arab odsunęło miasto od brzegów morza i doprowadziło do jego całkowitego upadku, przeistaczając je w dużą wieś.  Imperium osmańskie oraz Persja długo toczyły spór o władzę nad miastem. Ostatecznie w 1847 zdobyła je Persja. Praktycznie po raz drugi powstało po 1908 r. po odkryciu chuzestańskich złóż ropy naftowej. W 1909 Angielsko-Perska Spółka Naftowa zbudowała w mieście rafinerię. Rafineria rozpoczęła swoją działalność w 1913. Do roku 1956 gospodarka w Abadan opierała się już prawie całkowicie na przetwórstwie ropy naftowej i przemyśle stoczniowym. Zespół rafineryjny był obsługiwany przez sieć rurociągów biegnących z pól naftowych na południe. Trasy rurociągów były stopniowo rozbudowywane z Abadan do Teheranu i Szirazu.
W późnych latach siedemdziesiątych rafineria w Abadan była prawdopodobnie największą rafinerią na świecie.
W 1980 miasto zostało prawie całkowicie zniszczone w wyniku inwazji Iraku na Chuzestan. Irakowi nie udało się zdobyć miasta, ale liczne pociski artyleryjskie i bombardowania zniszczyły rafinerię oraz całe miasto.
W 1988 po zakończeniu wojny irańsko-irackiej, ponownie uruchomiono rafinerię ropy naftowej w Abadan, lecz już na mniejszą skalę. Zrekonstruowano fabryki i uruchomiono produkcję petrochemiczną. W 1993 w mieście otwarto ponownie port.